# Tiben
Tiben est un village du Cameroun situé dans l’arrondissement de Batibo, dans le département de Momo et dans la Région du Nord-Ouest. C'est aussi le siège d'une chefferie traditionnelle de 2e degré.

## Localisation
Tiben est localisé à 5° 51′ 43″ N et 9° 48′ 23″ E. Le village est situé à environ 50 km de distance de Bamenda, le chef-lieu de la Région du Nord-Ouest.

## Population
Lors du recensement de 2005, on a dénombré 2 267 habitants à Tiben, dont 1 062 hommes et 1 205 femmes.